# Reitlingstal
Koordinaten: 52° 12′ 26″ N, 10° 44′ 57″ O
Das Reitlingstal ist ein Tal im nordwestlichen Teil des Höhenzugs Elm bei Braunschweig und ein beliebtes Ziel von Elmbesuchern. Das Tal schneidet sich vom Elmrand bei Erkerode mehr als vier Kilometer weit nach Osten ein. Auf den umliegenden Bergkuppen finden sich die Reste der Reitlingsbefestigungen, frühgeschichtliche Ringwälle, die wahrscheinlich der Bevölkerung bis ins Mittelalter Schutz in Kriegszeiten gaben.

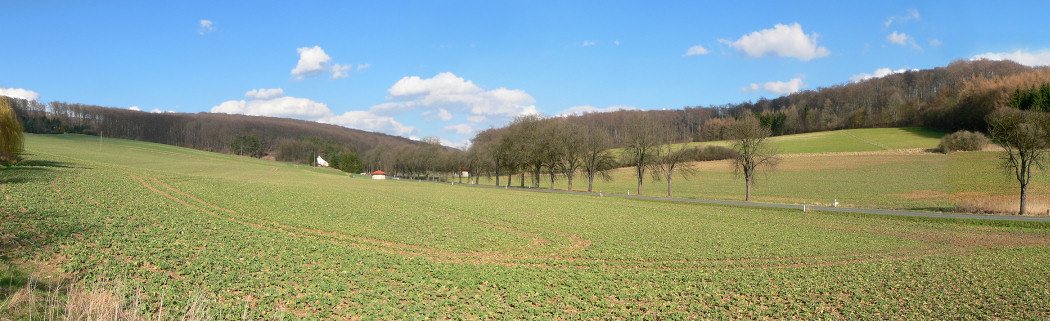
Eingang des Reitlingstals bei Erkerode

## Name
Das Tal wurde 1260 erstmals urkundlich als Rethlinge und schon fünf Jahre später in der heutigen Schreibweise als Reitling erwähnt. Der Name leitet sich von reid für die Pflanze Riedgras ab. Solche Pflanzenbestände zeigen, dass der Talgrund mit dem darin fließenden Bach Wabe  ursprünglich sumpfig war.

## Geographie

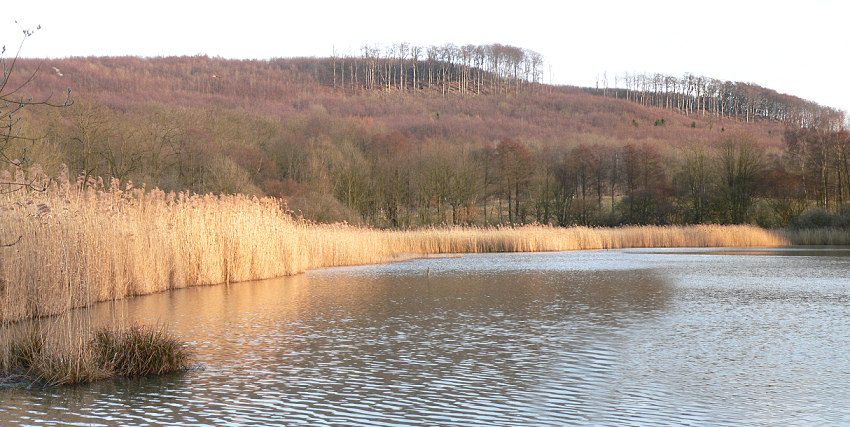
„Großer Teich“ im Talkessel auf ungefähr 210 m Höhe

### Beschreibung
Das Reitlingstal erstreckt sich in annähernd Ost-West-Richtung im Nordwestteil des Elm. Sein oberes Ende liegt rund 4,5 km östlich von Erkerode. Dieser Teil des Tales wird „Hölle“ genannt. Dort entspringt auf etwa 227 m Höhe der Bach Wabe, der das Tal nach Westen entwässert und dessen Verlauf die Talsohle im Wesentlichen folgt. Nach einer Engstelle am westlichen Ende der „Hölle“ öffnet sich das Tal in einen etwa 800 m breiten Kessel, dessen drei Flanken vom Burgberg, dem Kuxberg und einem westlichen Ausläufer des Herzberges (alle etwas über 300 m hoch) gebildet werden. In diesem Talkessel ist die Wabe mehrfach zu Teichen angestaut worden, der größte heißt „Großer Teich“. Dort befindet sich heute ein Weidehof mit Pferdeställen, wo im Mittelalter eine Wasserburg stand (siehe Geschichte). Westlich des Kessels verengt sich das Tal erneut für etwa 1,5 km, bevor es bei Erkerode auf rund 150 m Höhe in das Umland des Elm übergeht. 
Das Reitslingstal liegt weitgehend im Landschaftsschutzgebiet „Elm“; drei kleinere Teilflächen – das Quellgebiet der Wabe und die Fischteiche – sind als Naturschutzgebiet „Reitlingstal“ ausgewiesen. 

### Geologie
Der Talgrund und die unteren Hänge des Reitlingstals bestehen aus den tonigen Schichten des Oberen Buntsandsteins (Röt), während die umliegenden Anhöhen, wie der gesamte Rest des Elm, aus den geologisch jüngeren Kalksteinen des Muschelkalks aufgebaut sind. Die Entstehung des Tals ist eng mit der Salztektonik verknüpft, die für die Entstehung des Elmgebirges als Ganzes verantwortlich ist. Das Tal bildete sich, weil an dieser Stelle die Kalksteine des Muschelkalks am weitesten aus dem Untergrund herausgehoben und infolgedessen vollkommen abgetragen wurden. Die tonigen Schichten des Röt sind weit weniger widerständig gegen Erosion als die Kalksteine, weshalb sich in ihnen eine Talung ausbildete. Das Reitlingstal ist somit ein Beispiel für Reliefumkehr. Seine heutige Gestalt erhielt das Tal (wie auch der Elm) im Laufe des Quartärs. Maßgeblich beteiligt an der Schaffung des Tales waren die Wabe und die ihr zufließenden Bäche.

### Tourismus

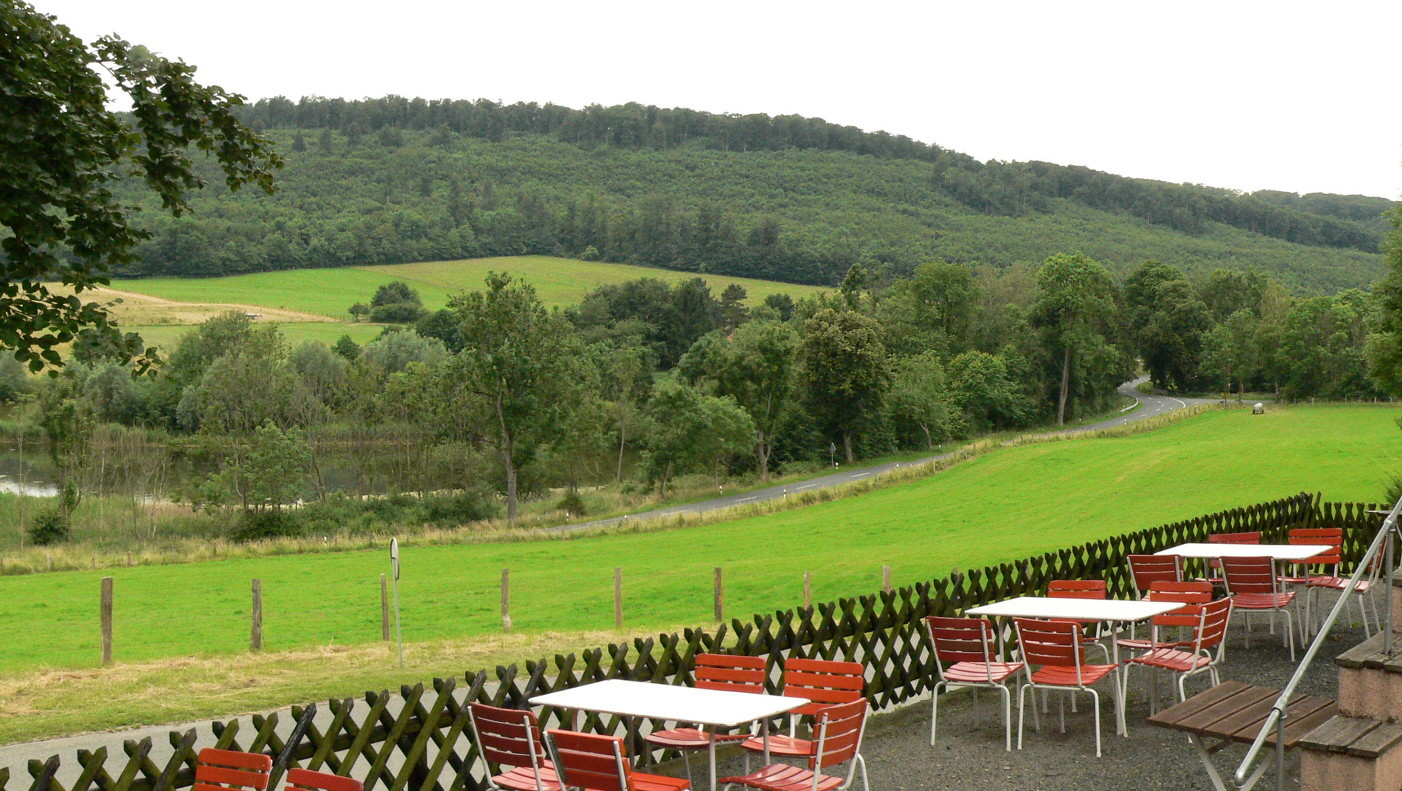
Blick von der Waldgaststätte am Talende

Touristisch wird das Tal als Erholungs- und Wandergebiet genutzt. Es ist von Erkerode aus auf einer entlang der Wabe verlaufenden Landstraße zu erreichen, die weiter in den Elm zum Tetzelstein führt. Seit dem Ende des 19. Jahrhunderts besteht, wie an anderen Plätzen im Elm, über dem Reitlingstal eine Waldgaststätte. Von dort hat man einen guten Ausblick auf das Tal, das einer der beliebtesten Orte bei Elmbesuchern ist. Am Parkplatz beginnt ein 4,5 km langer „Natur-Erlebnispfad Reitling“ mit 7 Erlebnispunkten. Der Pfad wurde eingerichtet vom Freilicht- und Erlebnismuseum Ostfalen (FEMO) mit Sitz in Königslutter.

## Geschichte
Fundstücke aus vor- und frühgeschichtlicher Zeit lassen vermuten, dass das Reitlingstal einer der ältesten Siedlungsplätze im Elm ist. Es gibt Funde bereits aus der Alt-Steinzeit. Lagerplätze der Steinzeitjäger werden an den Elmhängen vermutet.

### Frühgeschichtliche Befestigungen

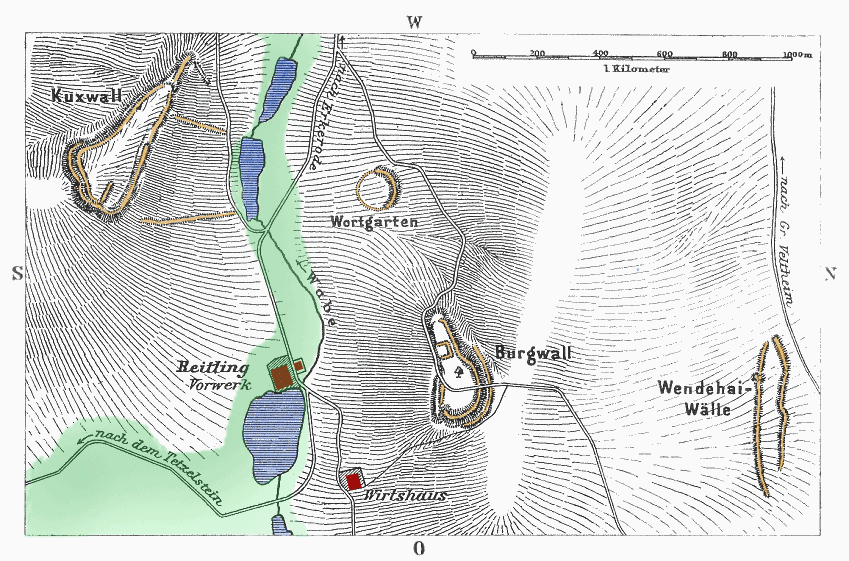
Skizze vom Reitlingstal (grün eingefärbt) 1901: Brunkelburg als Kuxwall, Krimmelburg als Burgwall bezeichnet

Am Ende des Reitlingstals finden sich die Reste der Reitlingsbefestigungen, frühgeschichtliche Ringwälle, die auch als Wallburgen bezeichnet werden. Die erste Bauphase der Anlagen war die vorrömische Eisenzeit um das 5. Jahrhundert v. Chr., die La-Tène-Zeit. Als weitere Bauphasen kommt das Mittelalter der Zeit um 1300 infrage. Es handelt sich um folgende Verteidigungsanlagen:
- Krimmelburg (auch Burgwall) auf dem 311 m ü. NN hohen Burgberg: 2,5 ha, 300 m Länge, 100 m Breite,  mit quadratischem grabengeschützten Plateau von 25 m Seitenlänge aus dem Hochmittelalter.

- Brunkelburg (auch Kuxwall) auf dem 306 m ü. NN hohen Kuxberg: 4 ha, 450 m Länge, 190 m Breite.

- Wendehaiwälle längliche Wälle 1 km nördlich des Reitlingstals mit fast eingeebneten Wällen.

Archäologische Untersuchungen der Ringwälle erfolgten stichprobenhaft 1905 und 1954/55, die aber deren genaue Funktion nicht schlüssig bestimmen konnten. Befestigte Dauersiedlungen waren die Wallanlagen nicht, da im Inneren der  Wallumgrenzungen kaum Hinterlassenschaften gefunden wurden. Daher spricht alles für Fluchtburgen zum kurzfristigen Aufenthalt in Kriegszeiten. Das Reitlingstal mit seinem Befestigungssystem bot der Bevölkerung des westlichen Elmvorlandes wahrscheinlich in einem Zeitraum von fast 1500 Jahren in unterschiedlichen Perioden Schutz.

### Mittelalterliche Befestigungen

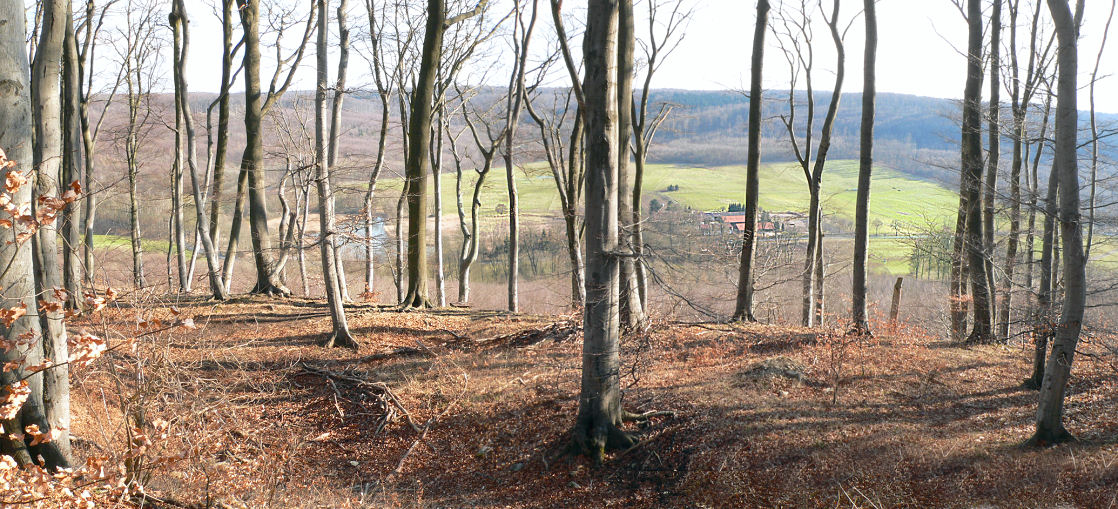
Blick durch den Buchen-Hochwald auf den Talkessel, links Großer Teich, rechts Weidehof Reitling, früher Wasserburg und Vorwerk

An einem flach zum Reitlingstal abfallenden Bergrücken liegt der „Wurtgarten“, eine ehemals kreisrunde Wallanlage von 120 m Durchmesser. Von ihr ist nur die Nordhälfte erhalten geblieben, die heute unter Wald liegt. Die Anlage ist Ausgrabungen von 1905 und 1954/55 zufolge eine Verteidigungsanlage aus der Zeit des 9. und 10. Jahrhunderts, wobei es sich vermutlich um eine nur zeitweise bewohnte Fluchtburg handelte.
Nahe diesem Bereich am Bach Wabe gab es im Hochmittelalter eine mit Wallanlagen befestigte Wasserburg, die der Bischof von Halberstadt innehatte. Bis Mitte des 13. Jahrhunderts war sie an die Ritter von der Asseburg belehnt, 1260 jedoch dem Deutschen Ritterorden übereignet. Der Orden verlegte seinen Verwaltungssitz schon kurze Zeit später in das wenige Kilometer entfernte Lucklum und machte aus der Burg ein Vorwerk. Dieser landwirtschaftliche Betrieb  bewirtschaftete die Ackerflächen des Talgrundes und man hielt in den aus der Wabe angestauten Teichen Karpfen. Im Laufe der Zeit wurde die sumpfige Aue der Wabe urbar gemacht. Die nutzbare Ackerfläche des Tals reichte im Mittelalter nicht für die Anlage eines Dorfes aus. Heute bilden die alten Fachwerkgebäude einen Weidehof. Sie wurden vermutlich im 18. Jahrhundert auf den Fundamenten der alten Burganlage errichtet. 1840 wurden die Wälle rund um das Vorwerk eingeebnet.

### Erdölbohrung
Von 1931 bis 1934 führte eine englische Bohrfirma im Reitlingstal eine vergebliche Tiefbohrung zur Erdölsuche durch. Es handelte sich um ein größeres Projekt auf dem Grund des Rittergutes Lucklum. Das Bohrgelände auf einer freien Ackerfläche wurde 1931 eingezäunt und es entstanden Baracken zur Unterbringung der Bohrarbeiter. Es wurden schwere Maschinen per Bahn und mit Pferdegespannen herangebracht. Der Bohrturm wurde mit kohlebefeuerten Dampfmaschinen angetrieben, das notwendige Wasser stammte aus dem im Tal verlaufenden Bach Wabe. 1932 erfolgte die erste Suchbohrung. Der Bohrbetrieb lief rund um die Uhr. Die Bodengegebenheiten erlaubten pro Tag häufig nur einen halben Meter Vortrieb. 1934 hatte man eine Tiefe von 1.935 Metern erreicht, ohne auf Öl gestoßen zu sein. Dann wurden die Bohrarbeiten mit der offiziellen Begründung eingestellt, dass der Diamantbohrer festgesessen habe. Inoffiziell hieß es, dass die englische Firma besorgt war wegen der 1933 erfolgten Machtergreifung durch Adolf Hitler. Danach wurde das Bohrloch verfüllt und als letzte Zeugnisse blieben am Waldrand eisenarmierte Betonquader liegen.